# Triariji
Triariji (latinsko triarivs, mn. triarii) so bili vojaška enota in vojaki rimskih manipelskih legij v zgodnji Rimski republiki (509-107 pr. n. št.), ki so vse do Marijevih reform leta 107 pr. n. št. tvorili hrbtenico rimske vojske.
Bili so najstarejši in najbolj premožni vojaki rimske vojske in so si zato lahko privoščili najbolj kakovostno opremo. Oboroženi so bili z dolgim kopjem (hasta), mečem (gladius), velikim ovalnim ščitom (scutum), čelado  (cassis), ki je prekrivala skoraj cel obraz in verižno srajco, ki je segala do polovice stegen.
V kamilskem obdobju (okoli 446–365 pr. n. št.) so se bojevali v plitvi falangi v tretji bojni vrsti za hastati in princepsi. V bitko so posegli šele potem,  ko sta bili prvi dve bojni vrsti uničeni. Njihova uporaba je pogosto pomenila, da bitka ne poteka po načrtu in da je stanje na bojišču kritično. Iz tega je nastal celo starorimski rek res ad triarios venit - prišlo je do triarijev, se pravi, da ne kaže najbolje.

## Zgodovina in razvoj
Triariji so se  razvili verjetno iz prvega razreda vojske etruščanskih kraljev, ki so ga sestavljali najpremožnejši vojaki, oboroženi s kopji, prsnimi oklepi in velikimi ščiti, podobno kot grški hopliti. V zgodnji rimski vojski so služili kot težka pehota, razvrščena pred  zelo veliko falango. Takšna formacija se je po bitkah s Samniti in Galci na grobem hribovitem terenu v srednji Italiji izkazala kot neprimerna.

### Kamilsko obdobje
Rimske vojaške formacije, ki so jih Rimljani podedovali od Etruščanov, so se ohranile vse do 4. stoletja pr. n. št., čeprav je bila njihova učinkovitost vprašljiva. Učinkovite so bile večinoma samo proti lokalnim nasprotnikom Rima. Ko so leta 390 pr. n. št. Etrurijo napadli Galci, so njeni prebivalci zaprosili za pomoč Rimljane. Rim jim je poslal manjši kontingent vojakov, kar je izzvalo splošen napad na Rim in popolno uničenje rimske vojske v bitki pri Alii.
Mark Furij Kamil je po porazu vojsko temeljito reformiral. V novem sistemu so bili vojaki razporejeni po svojem premoženju. Triariji so po tem kriteriju sledili najbogatejšim konjenikom (equites). Oboroženi so bili s približno 2 m dolgim kopjem in približno 84 cm dolgim mečem, ki so ga uporabili v bližnjem boju z nasprotnikom.
Borili so se enako kot hopliti, ki so nosili velike okrogle grške ščite (clipei) in bronaste čelade, pogosto okrašene s perjanico, ki je na videz povečala vojakovo postavo. Najbolj priljubljeni so bili kovinski prsni oklepi, vendar so nosili tudi verižne srajce. Na ščitih so bili pogosto naslikani portreti prednikov, za katere so menili, da jim v bitki prinašajo srečo.
V tako organizirani novi rimski legiji je bilo 900 triarijev razporejenih v 15 maniplov po 60 mož. Triariji so stali v tretji vrsti legije za hastati in princepsi in pred rorariji in akcenzi. Pred bitko so bili pred prvo bojno vrsto lahko razporejeni s kopji oboroženi spopadniki (leves), ki so bili priključeni maniplom hastatov. Leves so z metanjem kopij vznemirjali in izzivali nasprotnika in ščitili prodiranje hastatov, oboroženih s kopji.
Če hastatom ni uspelo zlomiti nasprotnika, so svoje mesto prepustili težje oboroženim in bolj izkušenim  princepsom. Če tudi njim ni uspelo, so se umaknili za triarije. To je hkrati pomenilo, da je stanje na bojišču kritično. Konjeniki so bili na krilih formacije pešakov. Njihova naloga je bila ščititi boke in zasledovati bežečega nasprotnika. Rorariji so bili rezervni vojaki, akcenzi, ki so bili manj zanesljivi in oboroženi s pračami, pa so služili kot podpora najbolj kritičnih delov bojnih vrst.

### Polibijski sistem
Med drugo punsko vojno v poznem 3. stoletju pr. n. št. se je v bitkah proti Kartažanom in drugim nasprotnikom sistem izkazal kot neučinkovit.  Po nizu manjših sprememb, ki bi jim težko rekli reforma, je postopoma nastal nov sistem. Vojaki se niso več razvrščali po njihovem premoženju, ampak po starosti in vojaških izkušnjah. Med triarije so prišli najbolj izkušeni možje. Njihova oprema in vloga sta bili skoraj enaki kot v prejšnjemu sistemu, samo da so sedaj nosili velike pravokotne ščite (scuta), ki so jim varovali mnogo bolje kot prejšnji ovalni ščiti (clipeus).
Število triarijev se je zmanjšalo na 600 na legijo. Razdeljeni so bili na 10 maniplov po 60 mož. Še vedno so tvorili tretjo bojno vrsto legije za hastati in princepsi. Rorariji in akcenzi so bili ukinjeni. levese pa so zamenjali veliti, ki so imeli podobno vlogo, vendar so bili priključeni tudi k princepsom in triarijem.
V bitkah na dogovorjenih bojiščih so se pred prvo bojno vrsto postavili veliti in z metanjem kopij krili napredovanje hastatov. Če hastatom ni uspelo streti nasprotnika, so se umaknili. Na  njihovo mesto so stopili princepsi in če tudi njim ni uspelo, so v bitko posegli triariji, od katerih je bil odvisen izid bitke.
Po takšnem vrstnem redu so praviloma potekale vse bitke. Najbolj opazni izjemi sta bili bitka pri Bagradasu in bitka pri Zami. V bitki pri Bagradasu je rimski general Publij Kornelij Scipion Afriški vojsko razporedil po ustaljenem redu, ko so se hastati začeli spopadati z nasprotnikom pa je s princepsi in trairiji obkolil nasprotnikovo vojsko in jo premagal.
V bitki pri Zami je Scipion vojake razporedil v kolone, med katerimi so bili široki prehodi. Kartažanski bojni sloni so med napadom stekli po prehodih, kjer so jih veliko pobili veliti, sami pa so imeli malo žrtev. Ko so Rimljani za zadnjo bojno vrsto obračunali s sloni, so se prestrojili v dolgo vrsto in se pripravili na napad kartažanske pehote. Na sredini vrste so bili triariji in princepsi, na obeh bokih pa hastati.

### Marijeve reforme
Leta 107 pr. n. št. je Gaj Marij zaradi pomanjkanja vojakov zaradi vojn z numidijskim kraljem Jugurto v Afriki in germanskimi plemeni na severu izvedel reformo rimske vojske in v celoti ukinil nekatere kategorije vojakov. Premoženje in starost vojakov nista bila več pomembna. Vojaki so v vojsko vstopali kot profesionalci in ne kot mestni prostovoljci. Vsi so dobili enako opremo, ki jim jo je priskrbela država. Druge vojaške naloge (lokostrelci, spopadniki, konjeniki) so prevzele pomožne enote (auxilia).
Rimski zgodovinar in politik Salustij v svojih Jugurtinskih vojnah opisuje več primerov, da so rimsko ali zavezniško težko pehoto opremili z lažjo opremo in jo uporabili kot lahko pehoto. Takšno ravnanje je bilo verjetno običajna praksa. 